# Jenna Fischer
Jenna Fischer (født 7. marts 1974) er en amerikansk skuespiller. Bedst kendt som receptionisten Pam Beesly i komedieserien The Office.

## Filmografi i udvalg
- Blades of Glory (2007)
- Walk Hard: The Dewey Cox Story (2007)
- The Promotion (2008)